# Niederösch

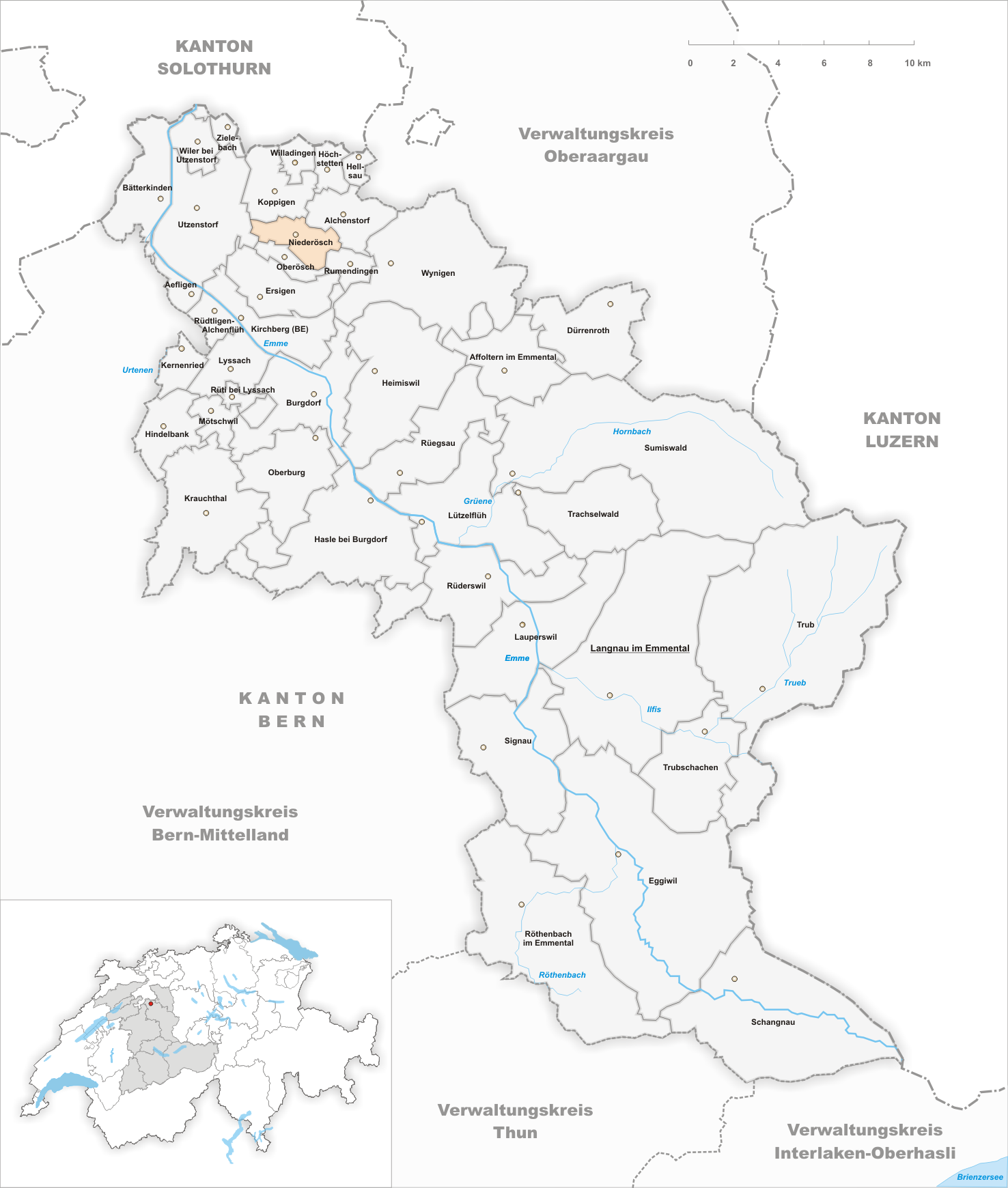
Gemeindestand vor der Fusion am 1. Januar 2016

Niederösch ist eine Ortschaft in der politischen Gemeinde Ersigen im Verwaltungskreis Emmental des Kantons Bern in der Schweiz. Bis zum 31. Dezember 2015 war Niederösch eine eigene politische Gemeinde. Am 1. Januar 2016 fusionierte diese zusammen mit der Gemeinde Oberösch zur Gemeinde Ersigen.

## Geographie
Niederösch liegt auf 485 m ü. M., sieben Kilometer nördlich der Stadt Burgdorf (Luftlinie). Das Strassen- und Bachzeilendorf erstreckt sich an der Ösch und an deren linkem Zufluss Chänerechbach, am Ostrand der breiten Schwemmebene der Emme, im Schweizer Mittelland.
Die Fläche des 4,6 km² grossen Gebiets der ehemaligen Gemeinde umfasst einen Abschnitt des zentralen Berner Mittellandes. Die westliche Hälfte des Gebiets liegt in der flachen Emmeebene (im Durchschnitt auf 485 m ü. M.) und reicht über die landwirtschaftlich intensiv genutzte Allmend bis an den Rand des Lindenrains. Der östliche Teil liegt im Molassehügelland, das durch den eiszeitlichen Rhonegletscher überformt wurde. Niederösch erstreckt sich in die Talmulde des unteren Abschnitts des Chänerechbachs, welcher auf der nördlichen Seite von Tannwald (522 m ü. M.) und Hasli (bis 550 m ü. M.), auf der Südseite von der Höhe des Buechwaldes flankiert wird. Auf dem Buechwald wird mit 591 m ü. M. der höchste Punkt von Niederösch erreicht. Von der Gemeindefläche entfielen 1997 6 % auf Siedlungen, 26 % auf Wald und Gehölze und 68 % auf Landwirtschaft.
Zu Niederösch gehören einige Einzelhöfe. Nachbarort von Niederösch ist der Ortsteil Oberösch in der gleichen Gemeinde, Nachbargemeinden sind Koppigen, Alchenstorf, Rumendingen und Utzenstorf.

## Bevölkerung
Mit 235 Einwohnern (Stand 31. Dezember 2015) gehörte Niederösch zu den kleinen Gemeinden des Kantons Bern. Im Jahr 2000 waren von den Bewohnern 97,1 % deutschsprachig, 1,4 % französischsprachig, und 1,0 % sprachen Italienisch. Die Bevölkerungszahl von Niederösch belief sich 1850 auf 362 Einwohner, 1900 auf 346 Einwohner. Im Verlauf des 20. Jahrhunderts nahm die Bevölkerungszahl durch starke Abwanderung um weitere 35 % ab. 1960 wurden noch 303 Einwohner gezählt.

## Wirtschaft
Niederösch war bis in die zweite Hälfte des 20. Jahrhunderts ein vorwiegend durch die Landwirtschaft geprägtes Dorf. Noch heute haben der Ackerbau, der Obstbau sowie die Viehzucht einen wichtigen Stellenwert in der Erwerbsstruktur der Bevölkerung. Einige weitere Arbeitsplätze sind im lokalen Kleingewerbe und im Dienstleistungssektor vorhanden. Viele Erwerbstätige sind Wegpendler, die hauptsächlich in der Region Burgdorf und im Raum Solothurn arbeiten.

## Verkehr
Niederösch ist verkehrstechnisch recht gut erschlossen. Es liegt nur wenige hundert Meter neben der Hauptstrasse 1 von Bern nach Zürich. Der nächste Anschluss an die Autobahn A1 (Bern–Zürich) befindet sich rund 6 km vom Ortskern entfernt. Durch eine Buslinie der Regionalverkehr Mittelland AG, welche die Strecke von  Koppigen nach Burgdorf bedient, ist Niederösch an das Netz des öffentlichen Verkehrs angebunden.

## Geschichte

Luftbild aus 300 m von Walter Mittelholzer (1930)

Die erste urkundliche Erwähnung des Ortes erfolgte bereits 886 unter dem Namen Osse; von 1309 ist die Bezeichnung Oescho überliefert. Diese beiden Namen können nicht eindeutig Niederösch oder Oberösch zugeordnet werden. Erstmals wird zwischen den beiden Ortschaften im Jahr 1310 unterschieden (inferioris Oeschge); 1360 erscheint dann Nidernösch.
Im Hochmittelalter gehörte Niederösch zunächst zum Königreich Hochburgund und zum königlichen Hof von Kirchberg. Später befand sich das Dorf unter der Oberhoheit der Zähringer und ab dem 13. Jahrhundert unter derjenigen der Kyburger. Es war zeitweise im Besitz des Klosters Thorberg. Seit 1423 lagen Twing und Bann bei der Stadt Burgdorf. Unter Berner Herrschaft wurde Niederösch der Landvogtei Wangen zugeordnet. Nach dem Zusammenbruch des Ancien Régime (1798) gehörte das Dorf während der Helvetik zum Distrikt Burgdorf und ab 1803 zum Oberamt Burgdorf, das mit der neuen Kantonsverfassung von 1831 den Status eines Amtsbezirks erhielt.
Per 1. Januar 2016 wurde Niederösch, zusammen mit Oberösch, nach Ersigen eingemeindet.

## Sehenswürdigkeiten
Im alten Ortskern sind zahlreiche charakteristische Bauernhäuser im bernischen Landstil aus dem 18. und 19. Jahrhundert erhalten. Die Mühle stammt von 1813, der Mühlestock von 1797. Niederösch besitzt keine eigene Kirche, es gehört zur Pfarrei Kirchberg.